# Centris garleppi
Centris garleppi là một loài Hymenoptera trong họ Apidae. Loài này được Schrottky mô tả khoa học năm 1913.